# How Beautiful You Are
How Beautiful You Are é o terceiro single Digital da cantora Ayumi Hamasaki lançado dia 8 de fevereiro de 2012, é o único single lançado para a divulgação do seu álbum Party Queen. A música foi como tema do dorama "Saigokara Nibanme no Koi" e também foi usada com tema da parada "Tokyo Rainbow Pride 2012".

## Faixas
| N.º | Título                                 | Duração |  |
| 1.  | "how beautiful you are"                | 5:01    |  |
| 2.  | "how beautiful you are (Instrumental)" | 4:59    |  |

## Desempenho nas Paradas
| Parada                | Melhor Posição |
| --------------------- | -------------- |
| Chaku-uta (Ringtones) | 3              |
| Chaku-uta (Downloads) | 3              |